# Norio Maeda
Norio Maeda (japanisch 前田 憲男 Maeda Norio, eigentlich: 前田 暢人 Maeda Nobuhito; * 6. Dezember 1934 in der Präfektur Osaka; † 25. November 2018 in Tokio) war ein japanischer Jazzmusiker (Piano, Komposition).

## Wirken
Maeda lernte als kleines Kind autodidaktisch Klavier. Nach dem Abschluss der Präfekturoberschule Sakurazuka in Toyonaka zog er 1955 nach Tokio, um professionell Jazz zu spielen. Er wurde Mitglied der Band von Shungo Sawada, bevor er mit den Wind Breakers eine eigene Gruppe gründete. Ab 1959 gehörte er als Pianist und Arrangeur zu den West Liners von Kōnosuke Saijō. In den nächsten Jahren komponierte er für The Blue Coats (With Happy Feeling), Tatsuya Takahashi (Confusion), Nobuo Hara und Toshiyuki Miyamas New Herd. Seit den 1960er Jahren war er zudem als Filmkomponist tätig. In den 1970er Jahren arrangierte er auch Werke von Bach und Tschaikowski für Jazzensembles. Gemeinsam mit Yasuo Arakawa und Takeshi Inomata gründete er das kollaborative Trio We 3, das in der japanischen Szene einen ausgezeichneten Ruf hatte und auch mit Dolly Baker aufnahm. Seit 1995 spielte er mit Inomata im Trio mit Sadanori Nakamure. Später war er als musikalischer Arrangeur und Leiter der Pops-Abteilung des Philharmonieorchester Tokio tätig und seit 2003 als Professor für Musik an der Kunsthochschule Osaka. Er starb an den Folgen einer Lungenentzündung.

## Diskographische Hinweise
- Takeshi Inomata, Norio Maeda  Drum Shot (Columbia 1968, mit Hiroshi Suzuku, Kōnosuke Saijō, Sadanori Nakamure, Tatsuro Takimoto)
- Tadao Sawai, Kazue Sawai, Norio Maeda, Hozan Yamamoto Air on the G-String: Sebastian Bach Played by the Koto (RCA Red Seal 1972)
- Revolution (Columbia 1972)
- Jazz in Symphony (Columbia 1973)
- The Third, Norio Maeda The Third Concert / Original Compositions by Norio Maeda (RCA 1975)
- Rhapsody in Blue / Norio Maeda Plays George Gershwin (Express, Far East 1979)
- Norio Maeda / Masahiko Satoh / Kentarou Haneda Play! Gershwin by Triple Piano (CBS/Sony 1988)

## Lexikalischer Eintrag
- Yozo Iwanami & Kazunori Sugiyama: Norio Maeda. In:  Barry Kernfeld (Hrsg.): The New Grove Dictionary of Jazz. 2. Auflage. doi:10.1093/gmo/9781561592630.article.J284700